# Goodwell
Goodwell és un poble dels Estats Units a l'estat d'Oklahoma. Segons el cens del 2000 tenia 1.192 habitants.

## Demografia
Segons el cens del 2000, Goodwell tenia 1.192 habitants, 407 habitatges, i 221 famílies. La densitat de població era de 386,8 habitants per km².
Dels 407 habitatges en un 30% hi vivien nens de menys de 18 anys, en un 42,8% hi vivien parelles casades, en un 8,4% dones solteres, i en un 45,7% no eren unitats familiars. En el 26,8% dels habitatges hi vivien persones soles el 2,9% de les quals corresponia a persones de 65 anys o més que vivien soles. El nombre mitjà de persones vivint en cada habitatge era de 2,32 i el nombre mitjà de persones que vivien en cada família era de 2,93.
Per edats la població es repartia de la següent manera: un 17,5% tenia menys de 18 anys, un 46,1% entre 18 i 24, un 21,1% entre 25 i 44, un 11,7% de 45 a 60 i un 3,6% 65 anys o més.
L'edat mediana era de 22 anys. Per cada 100 dones de 18 o més anys hi havia 120,4 homes.
La renda mediana per habitatge era de 29.583 $ i la renda mediana per família de 42.708 $. Els homes tenien una renda mediana de 24.000 $ mentre que les dones 20.750 $. La renda per capita de la població era de 12.531 $. Entorn del 18,1% de les famílies i el 26,6% de la població estaven per davall del llindar de pobresa.

## Poblacions més properes
El següent diagrama mostra les poblacions més properes.